# David Lee (politico)
Lee Ta-wei (李大維S, Lǐ DàwéiP, noto anche con il nome inglese David Lee; 15 ottobre 1949) è un politico taiwanese, Ministro degli affari esteri dal 2016 al 2018.

## Istruzione
- Dottorato di ricerca in Affari esteri, Università della Virginia, USA
- Master of Arts in Affari esteri, Università della Virginia, USA
- Bachelor of Arts in Affari esteri, Università Nazionale di Taiwan, Taiwan

## Carriera politica
- 1976-1977: direttore responsabile, Forum dell'Asia e mondiale (Taipei, Taiwan);
- 1982-1988:Consulente del personale del Consiglio di Coordinamento per gli Affari del Nord Americani, (Ufficio di Washington);
- 1988-1989: assistente principale al Ministro degli affari esteri;
- 1988-1993: docente associato all'Università Nazionale di Taiwan;
- 1990-1993: Vice direttore generaledel Dipartimento del Servizio d'Informazione Internazionale (Ufficio informativo del governo, Yuan esecutivo);
- 1993-1996: Direttore generale dell'Ufficio Economico e Culturale di Taipei a Boston;
- 1993-1996: associato alla Ricerca alla Fairbank Center for East Asian Research (Università di Harvard);
- 1996: Direttore generale del dipartimento degli Affari col Nord America (Ministero degli affari esteri);
- 1997-1998: Direttore generale dell'Ufficio Informativo del Governo e portavoce del governo (Yuan esecutivo);
- 2000-2001: professore associato all'Università Nazionale di Taiwan;
- 1998-2001: Viceministro degli affari esteri della RDC;
- 2001-2004: Ufficio di rappresentanza di Taipei in Belgio e responsabile per L'Unione europea e il Lussemburgo;
- 2004-2007: Ufficio di Rappresentanza Economica e Culturale di Taipei negli Stati Uniti;
- 2007-2012: Ufficio di rappresentanza Economica e Culturale di Taipei in Canada;
- 2016-oggi: Ministro degli affari esteri

## Ministro degli affari esteri

### Adesione di Taiwan all'ONU
Nell'agosto 2016, Lee ha affermato che Taiwan continuerà a perseguire una significativa partecipazione alle agenzie delle Nazioni Unite. Tuttavia, non chiederà l'adesione di Taiwan all'ONU.

### Visite della RDC agli alleati diplomatici
Durante il suo mandato ministeriale, Lee ha visitato Palau per assistere all'insedialmento del presidente Tommy Remengesau nel gennaio 2017, è stato ad Haiti per partecipare all'insediamento del presidente Jovenel Moïse nel febbraio 2017 ed è stato nelle Isole Salomone nel giugno 2017.

## Pubblicazioni
- Il processo legislativo della legge sui rapporti di Taiwan.

Taipei, pubblicazione Feng Yuen, 1988
- Taiwan in un mondo trasformato.

(Co-pubblicato con Robert L. Pfaltzgraff, Jr.) Brassey's Inc., 1995
- La realizzazione della legge sui rapporti di Taiwan: vent'anni in retrospettiva.

Oxford University Press, 2000